# Anne Bernard-Gély
 (août 2025).
Motif : Une seule source secondaire plus ou moins recevable. Une brève de nomination n’en fait pas office
- Archive Wikiwix
- Bing
- Cairn
- DuckDuckGo
- E. Universalis
- Gallica
- Google
- G. Books
- G. News
- G. Scholar
- Persée
- Qwant
- (zh) Baidu
- (ru) Yandex
- (wd) trouver des œuvres sur Wikidata

| 1. | Préciser le motif de la pose du bandeau. | Précisez le motif de la pose du bandeau en utilisant la syntaxe suivante : {{admissibilité à vérifier\|date=août 2025\|motif=remplacez ce texte par le motif}}                         |
| 2. | Informer les utilisateurs concernés.     | Pensez à avertir le créateur de l'article, par exemple, en insérant le code ci-dessous sur sa page de discussion : {{subst:avertissement admissibilité à vérifier\|Anne Bernard-Gély}} |

 (janvier 2012).
Si vous disposez d'ouvrages ou d'articles de référence ou si vous connaissez des sites web de qualité traitant du thème abordé ici, merci de compléter l'article en donnant les références utiles à sa vérifiabilité et en les liant à la section « Notes et références ».
Pour les articles homonymes, voir Bernard et Gély.
Anne Bernard-Gély, née à Clermont-Ferrand dans le Puy-de-Dôme, est une dirigeante d'entreprise française. Depuis 2002 elle est Déléguée Générale du Syndicat Français de l'Industrie Cimentière et depuis 2011 Directrice générale de l'Association Technique de l’Industrie des Liants Hydrauliques (ATILH).

## Biographie

### Origines et formation
Après des études secondaires au Lycée Jeanne d'Arc, puis en classes préparatoires au Lycée Blaise Pascal à Clermont-Ferrand, elle entre à l'École Polytechnique (Promotion X 74) puis en 1977 au Corps des Ponts et Chaussées. Diplômée de l'École Nationale des Ponts-et-Chaussées (Promotion PC 79), elle obtient en 1979 le diplôme de diplôme d’études approfondies de mécanique théorique de l'université Pierre et Marie Curie (ParisVI « Jussieu »).

### Carrière professionnelle
Elle commence sa carrière comme chef d’un arrondissement « ouvrages d’art » au Service d’études techniques des routes et autoroutes (Sétra) de 1979 à 1982 où elle participe au développement de la technique des ponts courants.
De 1982 à 1987, chef de l’arrondissement opérationnel de la direction départementale de l’Équipement des Hauts-de-Seine , elle est responsable de la maîtrise d’œuvre de travaux routiers, autoroutiers et réalisation de ponts dans ce département essentiellement A86).
Entre 1987 et 1988, elle est adjointe au directeur des Infrastructures et des Transports de la direction régionale de l’Équipement d’Île-de-France, puis conseillère technique auprès du secrétaire d’État aux Transports routiers et fluviaux de 1988 à 1990.
De 1990 à 1995, elle est secrétaire générale puis directrice de l’Exploitation du Syndicat des transports parisiens, devenu ensuite Syndicat des transports d'Île-de-France.
En 1995, elle rejoint à nouveau l'administration centrale du ministère de l'Équipement en tant qu'adjointe au délégué interministériel à la direction de la Sécurité et de la Circulation routières.
En 1998 elle est chargée de la mission « Mobilité urbaine » à la direction générale de l’Urbanisme, de l’Habitat et de la Construction (DGUHC) et participe au Cycle supérieur de management équipement (CSME).
Depuis 2002 elle est Déléguée Générale du Syndicat Français de l'Industrie Cimentière.
Entre 2002 et 2011 elle est Directrice générale de CIMBETON.
Depuis 2011, elle est Directrice générale de l'Association Technique de l’Industrie des Liants Hydrauliques (ATILH).
Elle a également été membre de l'AX, l'association des anciens élèves et diplômés de Polytechnique.

### Vie personnelle
Mariée à René-François BERNARD, ils ont eu ensemble quatre enfants.

### Autres activités professionnelles
- Activités d’enseignement à l’École Nationale des Ponts et Chaussées : maître de conférences, cours « Matériaux » avec le professeur Huet (1980-1983), maître de conférences, cours « Conception des Ponts » avec le professeur Grattesat (1983-1988), professeur du cours « Conception des ponts » (1986-2001), enseignante dans le module « Routes » (2002-2008)
- Maître de conférences au CHEC du cours « Béton précontraint » (1984-1988) 
- Membre du Conseil d’Enseignement et de Recherche de l’ENPC (1990-1995)

### Distinctions
Anne Bernard-Gély est officier de l'ordre national de la Légion d'honneur (depuis le 8 juillet 2015) et officier de l'ordre national du Mérite (depuis le 17 mai 2009).

## Publications
- Conception des Ponts, Presses de l’ENPC, 1994,  (ISBN 978-2859782153) (en collaboration avec Jean-Armand CALGARO)
- Les Ponts de France, Presses de l’ENPC, 1982
- Chapitres "Ponts" et "Architecture des ponts" dans "Les Techniques de l'Ingénieur", 1996
- Divers articles dans les revues techniques : Annales de l’ITBTP, Revue des Routes et Aérodromes, Revue Générale des Routes, Moniteur des Travaux Publics, La Jaune et la Rouge[7], PCM...